# دالک

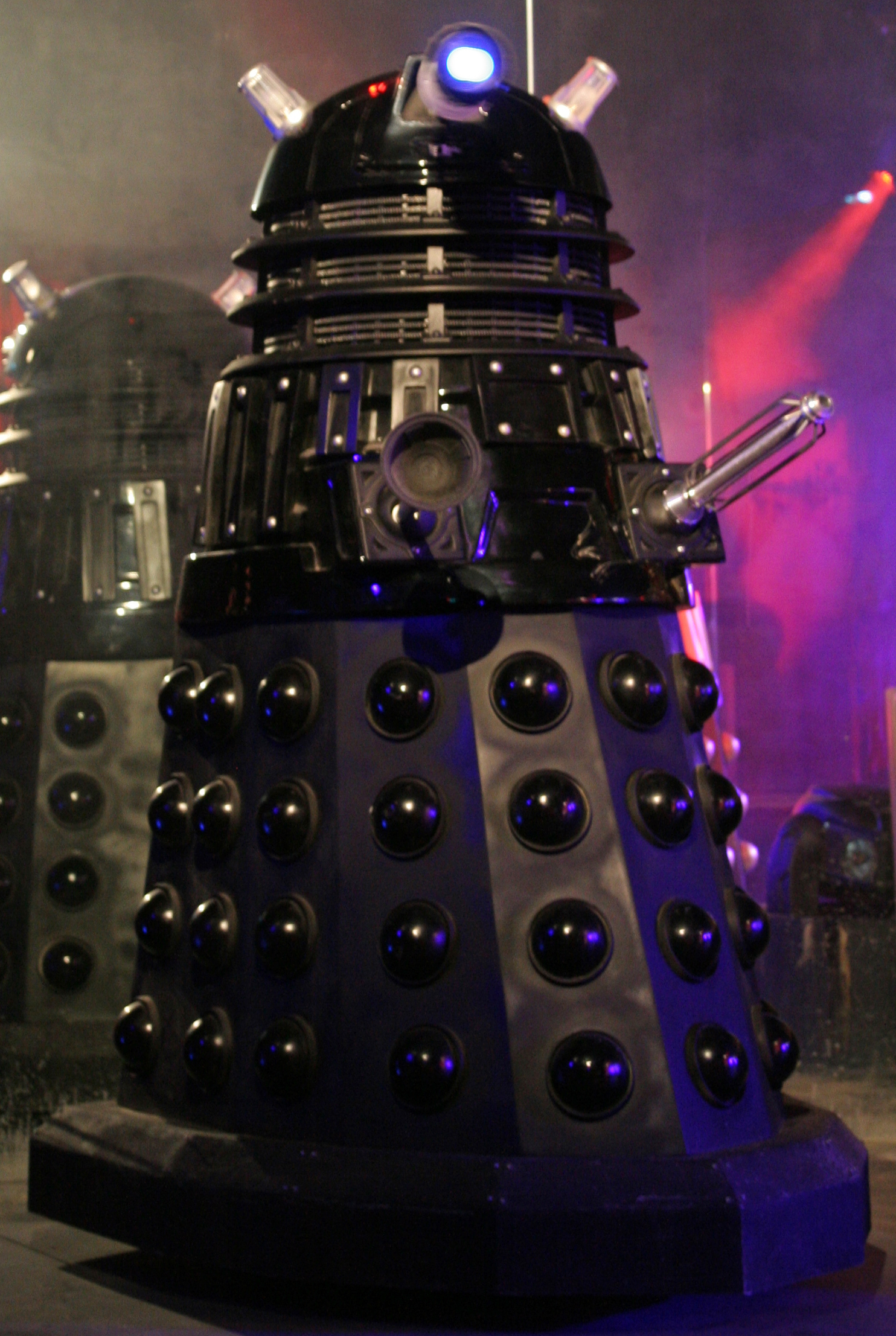
دالک از نمای بیرونی

دالک برای اولین بار در دومین قسمت سریال دکتر هو در سال ۱۹۶۳ ظاهر شدند. دالک‌ها دشمنان سنتی دکتر هستند. دالک‌ها در سیاره اسکارو زندگی می‌کنند. داوروس با علم خود آن‌ها را جهش داده و پیکر آن‌ها را در مخزنی محافظ گذاشته‌است. شکل ظاهری پیکر آن‌ها شبیه به هشت پایی با مغز بزرگ است. بدنه محافظ آن‌ها شامل یک میلهٔ بلند به عنوان چشم که به آن‌ها قدرت بینایی می‌دهد یک میلهٔ بلند فنجان مکش به عنوان دست و یک سلاح هدایت انرژی است. دالک‌ها نقش اصلی سریال خود را در این سریال از جنگ بزرگ زمان به دست آورده‌اند اما قسمت جنگ بزرگ زمان هیچ‌گاه ساخته نشد و فقط در سریال سخن از آن بوده‌است.